# Tawe-Uchaf
Tawe-Uchaf est une communauté du Powys, au pays de Galles.

## Géographie
La communauté de Tawe-Uchaf est située dans le sud-ouest du Powys, dans le comté historique du Brecknockshire, à la frontière du borough de comté de Neath Port Talbot. Comme son nom l'indique, elle s'étend sur la haute vallée de la Tawe (en), en amont de la ville d'Ystradgynlais. Elle comprend les villages et hameaux de Caehopkin (en), Coelbren (en), Glyntawe (en), Pen-y-cae (en), Penwyllt (en) et Ynyswen.

## Démographie
Au recensement de 2011, la communauté de Tawe-Uchaf comptait 1 562 habitants.